# Marahamn
Marahamn är den största småbåtshamnen i Kalix kommun. Hamnen har idag cirka 450 abonnerade platser och tre gästplatser. Det finns infartsleder till hamnen: en från sydväst och en från sydost. Prickade inseglingsrännor finns både från Storöhamnsområdet och från Lövholmen, Rossören. 
- Kustkort: 41 - Bottenviken, Norra delen
- Skärgårdskort: 412 - Esterön - Karlsborg – Malören
- Hamndjup: 1,5 – 2 meter
- Antal gästplatser: Tre
- Förtöjning: Y-bom
- Service: Bensin, dusch, elektricitet, färskvatten, sopmaja, trailerramp, wc